# Física de los dibujos animados

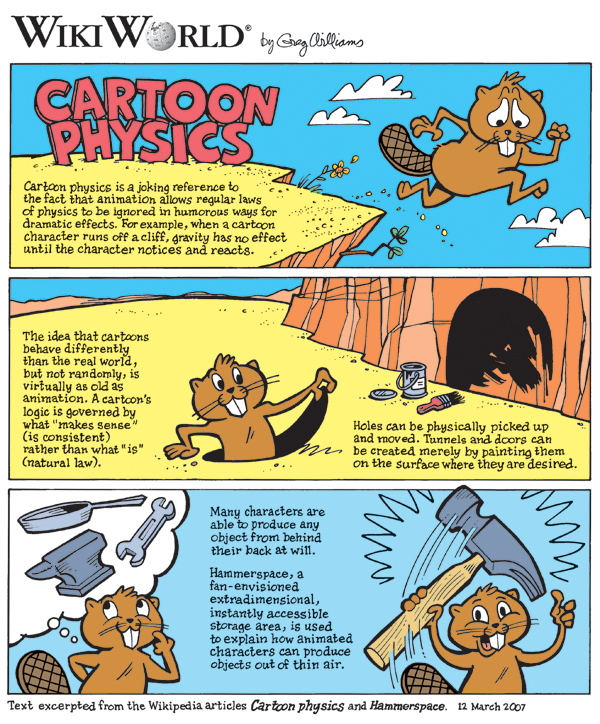
Caricatura creada por el dibujante estadounidense Greg Williams, que muestra algunos ejemplos de la física de las caricaturas. El dibujo superior muestra a un castor que corrió más allá del borde de un precipicio, en el instante en que se da cuenta del precipicio y por lo tanto comenzará a caer; el segundo dibujo muestra al castor introducido en un agujero en el piso (que creó simplemente pintándolo con pintura negra).

La física de las caricaturas o física de los dibujos animados sugiere la modalidad en que la animación puede doblar o contradecir las leyes normales de la física para hacer que las situaciones se vuelvan más divertidas o dramáticas. Por ejemplo, cuando un personaje se pasa del borde de un precipicio, puede seguir caminando libremente en línea recta horizontal hasta que se da cuenta de la situación. Estas leyes fueron más o menos conscientemente codificadas en los años 1930 y 1940, cuando se empezaron a comercializar con regularidad las producciones animadas de Warner Bros. y Metro-Goldwyn-Mayer.

La animación sigue las leyes de la física (a menos que lo contrario sea más divertido).
Frase atribuida a Art Babbitt (1907-1992)

## Desde un recurso cómico a un estilo
Inicialmente, ignorar y modificar las leyes de la física era una manera fácil para hacer reír a la gente. Con los años, sin embargo, se convirtió en una verdadera característica de la animación occidental. En otras tradiciones (en el animé japonés, por ejemplo), la alteración de las leyes físicas no tiene por qué hacerse con efectos cómicos.

## Ejemplos
La referencia específica a la «física de las historietas» se remonta al menos a junio de 1980, cuando se publicó el artículo «Las leyes del movimiento de la historieta de O’Donnell» en la revista Esquire.
En octubre de 1994, el IEEE (Instituto de Ingenieros Eléctricos y Electrónicos) de Estados Unidos publicó el artículo en su revista para ingenieros IEEE Institute (vol. 18, n.º 7, pág. 12), lo que ayudó a correr la voz entre los técnicos, que gradualmente ampliaron y perfeccionaron la idea.
Estas leyes se resumen en docenas de sitios web.
Ejemplos de O'Donnell incluyen:
- Cualquier cuerpo suspendido en el espacio permanecerá en el espacio hasta que se dé cuenta de su situación. Entonces se aplicarán las leyes normales de la gravedad. (El personaje camina más allá del borde de un acantilado, se mantiene suspendido en el aire, y no se cae hasta que mira hacia abajo).[3]
- Cualquier cuerpo que atraviesa materia sólida dejará una perforación con su perímetro (la «silueta de paso»).
- Algunos cuerpos pueden pasar a través de paredes sólidas si pintan un túnel, mientras que otros no pueden.
- Todos los principios de gravedad son anulados por el miedo (es decir, asustar a alguien hace que ejecute saltos imposibles en el aire).
- Cualquier redistribución violenta de materia felina es impermanente. En otras palabras, los gatos sanan rápido o tienen un infinito número de vidas. Corolario: Los gatos se pueden adaptar a espacios inusualmente pequeños.
- Cualquier objeto cae más rápido que un yunque. Un yunque cae siempre directamente sobre la cabeza del personaje, aplanándolo (plegándolo como un acordeón) o introduciéndolo en la tierra.
- Un cuerpo se contrae y adapta la forma de cualquier agujero o contenedor menor que él. Si un gato entra en el agujero de un ratón, saldrá como una salchicha (cuya sección será igual a la forma de la entrada del agujero) o la persona que es introducida en un estuche de guitarra saldrá con forma de guitarra.
- Cualquier vehículo en una carretera se encuentra en un estado de indeterminación hasta que entra el personaje. (Por ejemplo, el lobo pisa una carretera y es atropellado instantáneamente por un autobús).
- Cuando un personaje cae desde alguna altura puede dejar de caer sujetándose la ropa o incluso realizando la pantomima de frenar.
- Si un personaje cae desde gran altura a bordo de un vehículo (o dentro de una casa), le bastará saltar en el último momento para posarse suavemente en tierra, mientras el objeto en el que caía se hará añicos.
- Se puede caminar en el fondo del mar o de un lago sin sufrir el freno del agua.
- Un globo inflado con la boca se comportará como uno inflado con helio.
- Cuando a un personaje se le insufla helio o se le aplica una bomba de aire, se inflará como un globo y podrá flotar.

## Historia de la idea
La idea de que los dibujos animados se comportan de manera diferente en el mundo real, pero no al azar, es casi tan antigua como la animación. Walt Disney, por ejemplo, habló de «lo imposible verosímil» (en el episodio «The Plausible Impossible», de 1956, en la serie de televisión Disneyworld).
Más recientemente, algunos personajes de dibujos animados ―incluyendo a Roger Rabbit, Bobcat Bonkers D., y Yakko, Wakko y Dot― han descrito explícitamente que los toons (caricaturas) pueden doblar o romper las leyes naturales para generar efectos cómicos. Hacer esto es muy complicado, dado que los toons tienen un sentido natural de timing cómico lo que les confiere propiedades intrínsecamente divertidas.
En la película ¿Quién engañó a Roger Rabbit?, por ejemplo, Roger no es capaz de escapar de las esposas en la mayor parte de una secuencia, pero a último momento puede hacerlo. Cuando Eddie Valiant le pregunta, exasperado: «¿Quiere decir que podrías haber sacado la mano de esas esposas en cualquier momento?», Roger responde: «¡No, en cualquier momento no, sino cuando fuera gracioso!».
En los diálogos de la película se discuten algunos aspectos de la física de los dibujos animados, y el concepto es un tema menor de la trama.
En 1993, Stephen R. Gould (que en esa época era consultor de formación financiera), escribió en New Scientist:

Estos fenómenos aparentemente sin sentido se pueden describir por leyes lógicas similares a las de nuestro mundo. Los sucesos sin sentido no están limitados de ninguna manera al Looniverse. Las leyes que gobiernan nuestro propio universo a menudo parecen contrarias al sentido común.
Stephen Gould

Este tema es descrito por el Dr. Alan Cholodenko en su artículo «The Nutty Universe of Animation» ("El desvariado universo de la animación").
En un cortometraje de animación de Garfield, titulado Secrets of the Animated Cartoon ("Secretos de los dibujos animados"), los personajes Orson y Wade dan demostraciones humorísticas de diferentes leyes de los dibujos animados.
En la película Space Jam, Bugs Bunny le explica a Michael Jordan que puede correr en el aire o prolongar su brazo para encestar.

## No exclusividad
La física de dibujos animados no queda limitada a los dibujos animados o a la física. Por ejemplo, una persona que se recupera muy rápidamente de una lesión grave se clasifica dentro de la biología en lugar de la física. El "síndrome de envejecimiento rápido" de las telenovelas es otro ejemplo que no pertenece a los dibujos animados. Además, los programas de televisión en vivo también pueden estar sujetos a las leyes de la física de los dibujos animados. Eso explica por qué, por ejemplo, Los Tres Chiflados no quedan ciegos después de sus piquetes de ojo.
Además, las caricaturas impresas tienen su propia familia de leyes de la física de dibujos animados.